# Johannes Martens
Johannes Martens (Velsen, 1914. november 24. – Utrecht, 2002. november 13.) holland nemzetközi labdarúgó-játékvezető.

## Pályafutása

### Nemzeti játékvezetés
Ellenőreinek, sportvezetőinek javaslatára lett az I. Liga játékvezetője. Az aktív nemzeti játékvezetéstől 1962-ben vonult vissza.

### Nemzetközi játékvezetés
A Holland labdarúgó-szövetség Játékvezető Bizottsága (JB) terjesztette fel nemzetközi játékvezetőnek, a Nemzetközi Labdarúgó-szövetség (FIFA) 1957-től tartotta nyilván bírói keretében. Több nemzetek közötti válogatott és klubmérkőzést vezetett, vagy működő társának partbíróként segített. A holland nemzetközi játékvezetők rangsorában, a világbajnokság-Európa-bajnokság sorrendjében többedmagával a 32. helyet foglalja el 1 találkozó szolgálatával. Az aktív nemzetközi játékvezetéstől 1962-ben a FIFA 45 éves korhatárát elérve búcsúzott. Válogatott mérkőzéseinek száma: 6.

#### Világbajnokság
A világbajnoki döntőhöz vezető úton Chilébe a VII., az 1962-es labdarúgó-világbajnokságra a FIFA JB bíróként alkalmazta.
| Időpont           | Helyszín                      | Mérkőzés típusa           | Mérkőzés         | Eredmény | Nézők száma |
| ----------------- | ----------------------------- | ------------------------- | ---------------- | -------- | ----------- |
| 1960. október 19. | Municipal Stadion, Luxembourg | előselejtező (6. csoport) | Luxemburg–Anglia | 0 : 9    | 6 000       |

## Magyar vonatkozás
| Időpont            | Helyszín                        | Mérkőzés típusa          | Mérkőzés              | Eredmény | Nézők száma |
| ------------------ | ------------------------------- | ------------------------ | --------------------- | -------- | ----------- |
| 1957. december 22  | Niedersachsen Stadion, Hannover | 342. válogatott mérkőzés | NSZK–Magyarország     | 1 : 0    | 85 000      |
| 1960. november 20. | Népstadion, Budapest            | 367. válogatott mérkőzés | Magyarország–Ausztria | 2 : 0    | 70 000      |